# Franklin (Nebraska)
Franklin es una ciudad ubicada en el condado de Franklin en el estado estadounidense de Nebraska. En el Censo de 2010 tenía una población de 1000 habitantes y una densidad poblacional de 389,22 personas por km².

## Geografía
Franklin se encuentra ubicada en las coordenadas 40°5′48″N 98°57′5″O / 40.09667, -98.95139. Según la Oficina del Censo de los Estados Unidos, Franklin tiene una superficie total de 2.57 km², de la cual 2.57 km² corresponden a tierra firme y (0%) 0 km² es agua.

## Demografía
Según el censo de 2010, había 1000 personas residiendo en Franklin. La densidad de población era de 389,22 hab./km². De los 1000 habitantes, Franklin estaba compuesto por el 98.4% blancos, el 0% eran afroamericanos, el 0.4% eran amerindios, el 0.1% eran asiáticos, el 0% eran isleños del Pacífico, el 0.4% eran de otras razas y el 0.7% pertenecían a dos o más razas. Del total de la población el 1.5% eran hispanos o latinos de cualquier raza.